# Doris Niespor
Lucia Doris Niespor (* 24. April 1969 in Wilhelmshaven) ist eine deutsche Roman- und Sachbuchautorin.
Lucia Doris (Lucy) Niespor lebt und schreibt im Wangerland und arbeitet zusätzlich in Wilhelmshaven als Kampfkunsttrainerin und Trainerin für Gewaltprävention. Auf diesem Gebiet fußen auch ihre pädagogischen Sachbücher.
Für einen Titel (Mittsommernacht in Tallyn) hat die Autorin das Pseudonym Luka Porter benutzt. Sie gibt an, durch die Rückerziehung zur Linkshändigkeit erst zu ihrer Kreativität gefunden zu haben.
Lucia Doris Niespor ist verheiratet und hat drei Kinder.
Niespor hat von der neuen Vornamen-Regelung Gebrauch gemacht und ihren Namen von Doris Lucia Niespor in Lucia Doris Niespor geändert.

## Werke
- Ohne Gewalt geht’s besser! – Gewaltprävention in der 5./6. Klasse, Buch Verlag Kempen 2009, ISBN 978-3-86740-126-5.
- Das GLANNI: Robin und der Zauberer (Broschiert)- Gewaltprävention in der Grundschule, Vektor-Verlag, ISBN 978-3-929304-57-2.
- Schwierige Kinder glücklicher machen: Das Geheimnis der Stern-Methode (Taschenbuch)- ein Elternratgeber, Lerato-Verlag, ISBN 978-3-938882-68-9.
- Die Gewandschneiderin, Piper - Verlag, ISBN 978-3-492-26447-1

Unter dem Pseudonym Luka Porter:
- Julie - Mittsommernacht in Tallyn, Nordmann-Verlag, Schkeuditz, 2008, ISBN 978-3-941105-00-3. (Erster Band einer Trilogie)

Im Selbstverlag:
- Die Dryaden-Saga (Buch 1–4), erschienen 2014
- Der Phönix-Plan, Trilogie
- Der Tod des ersten Inquisitors, erschienen 2017
- Elfenfrühling: Wie Feuer und Wasser  Bd. 1 der Trilogie, erschienen 2018